# 佛罗伦萨史
佛罗伦萨史，義大利史學家马基雅维利所著，是一部描述佛罗伦萨的方志，记叙了自罗马时代直至1492年洛伦佐·德·美第奇逝世为止佛罗伦萨城的历史。全书分分为八卷，每卷又分为若干章。其中第一卷记录了从罗马末年至十五世纪意大利的历史。
1512年，美第奇家族复辟，马基雅维利被排挤出政治圈。1520年，马基雅维利被美第奇家族任命为史官，负责佛罗伦萨历史的编撰。1525年，马基雅维利完成了《佛罗伦萨史》，献给当时的教皇克勉七世。现有李活和王永忠翻译的中文版。